# Taste
A Taste ír együttes 1966-ban alakult Corkban (Cork megye, Írország). A triót, amelynek eredetileg The Taste volt a neve, Rory Gallagher multi-instrumentális zenész (énekes, gitáros, szaxofonos, basszusgitáros, mandolinos, bendzsós, cimbalmos, szitáros, szájharmonikás) alapította, a másik két tag Eric Kittengham nagybőgős és Norman Damery dobos volt.

## Története
Az együttes, melynek stílusát Rory Gallagher határozta meg, a kezdeti időkben rhythm and bluest játszott Hamburgban és Belfastban. 1968-ban az Egyesült Királyságban a felállás megváltozott: Eric Kittenringhamet Richard McCracken basszusgitáros, Norman Dameryt pedig John Wilson váltotta. Az együttes Londonba költözött és a Polydor Recordsszal kötött szerződést. Játszott együtt a Yesszel és a Creammel, majd az Amerikai Egyesült Államokban és Kanadában turnézott. Ott volt az 1970. augusztus 26-30-a között megrendezett Wight-szigeti Fesztiválon is. 

1970-ben a Taste feloszlott. Wilson és McCracen a Stud együttes tagja lett, Gallagher pedig egyéni karrierbe kezdett.
2000 februárjában az együttes ismét megalakult. A tagok: John Wilson – dob, Sam Davies – gitár, ének és Albert Mills – basszusgitár.

## Diszkográfia

### Stúdióalbumok
- Taste, 1969
- On The Boards, 1970
- Taste First – BASF, 1972
- Wall to Wall, 2009
- John Wilson's Taste of Rory, 2010

### Koncertalbumok
- Live Taste, 1971
- Live at the Isle of Wight, 1971
- In Concert Ariola, 1978
- Live in San Francisco, 2010

### Válogatásalbumok
- „Pop Histori, vol. IX of Taste”, 1971
- The Best of Taste, 1994

## Fordítás
- Ez a szócikk részben vagy egészben  a   Taste (band) című angol Wikipédia-szócikk fordításán alapul.  Az eredeti cikk szerkesztőit annak laptörténete sorolja fel. Ez a jelzés csupán a megfogalmazás eredetét és a szerzői jogokat jelzi, nem szolgál a cikkben szereplő információk forrásmegjelöléseként.